# 갱생수리조합
갱생수리조합(更生水利組合)은 일제강점기인 1935년에 단행된 경영불량 68개 수리조합 정리 시 5개는 폐지하고, 28개는 조합채의 상환기간만 연장하였지만, 35개(전체 몽리면적 27,241ha)는 조합채의 상환기간 연장과 국고보조를 함께 함에 따라 갱생의 여지가 있으므로 '갱생수리조합'이라 하고 별도로 갱생수리조합연합회를 구성하였다.